# Примитивна култура
В по-старата антропологични текстове и дискусии, примитивната култура е онази, при която отсъстват белези на икономическо развитие или модерност. Например, може да липсва писмовен език или напреднали технологии и да има ограничена и изолирана популация. Терминът е използван от Западните писатели да определят чужди култури с които се съприкосновяват европейските колонисти и изследователи. Също така е заглавие на основен труд на Едуард Тейлър, „бащата на антропологията“, в което той дефинира религията като „анимизъм“, който, на свой ред, той дефинира в съотнасяне със съвременните сведения за туземците и религията като „вярване в духове“.
Много ранни социолози и други писатели описват примитивните култури като прекрасни и вярвали, че тяхната липса на технология и по-малко интегрирана икономика ги е направила идеални примери за правилен начин на живот. Сред тези мислители е Жан-Жак Русо.